# 華江里 (新北市)
25°01′22″N 121°28′09″E / 25.0228711°N 121.4691844°E
華江里為台灣新北市板橋區轄下之一里，面積約0.1294平方公里。該里於2012年4月18日由新埔里分出，里內有中山公園、捷運新埔站以及新巨蛋社區。民生路、省道臺64線貫穿其境。